# Von Schreeb
von Schreeb är en svensk släkt av tyskt och danskt ursprung. Den tillhör den danska adeln och har funnits i Sverige sedan tidigt 1800-tal.
Släkten var ursprungligen en patriciersläkt från Sachsen med namnet Schreber. Den äldste kände stamfadern,  Nickel Schreber, föddes omkring 1425 och var klädesfabrikant i staden Oschatz. Christian Friedrich Schreber (1643–1711) flyttade 1667 till dåvarande grevskapet Oldenburg, som tillhörde kungen av Danmark och blev där landkommissarie, länsfogde och konsistorialråd. Dennes sonson, lands- och  regeringsrådet Eberhard Schreber (1716–1788), erhöll danskt adelskap 1755 med namnet von Schreeb. En sonson till denne, kofferdikaptenen Friedrich Ernst von Schreeb (1784–1859), gifte sig i Karlskrona 1813 och erhöll svenskt medborgarskap 1814.
I april 2016 uppgav Statistiska centralbyrån att 33 personer med efternamnet von Schreeb var bosatta i Sverige. 
Inga personer med detta namn är 2016 bosatta i Tyskland eller Danmark.

## Personer med efternamnet von Schreeb
- Hans von Schreeb (1925–2012), militär
- Johan von Schreeb (född 1961), läkare, medgrundare av svenska Läkare utan gränser
- Tor von Schreeb (1926–2017), läkare, kirurg
- Tor Schreber von Schreeb (1882–1965), kontorschef vid Kungliga Järnvägsstyrelsen och vapenhistoriker